# Luka, Monastîrîska
Luka (în ucraineană Лука) este un sat în comuna Ustea-Zelene din raionul Monastîrîska, regiunea Ternopil, Ucraina.

## Demografie
Componența lingvistică a localității Luka
     Ucraineană (99,76%)
     Alte limbi (0,24%)
Conform recensământului din 2001, majoritatea populației localității Luka era vorbitoare de ucraineană (99,76%), existând în minoritate și vorbitori de alte limbi.